# Gastrostomía percutánea

Sonda de gastrostomía en cavidad gástrica

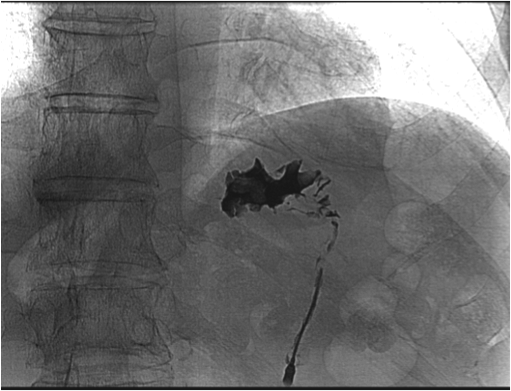
Comprobación radiológica de sonda de gastrostomía

La gastrostomía radiológica percutánea consiste en la inserción de una sonda definitiva de larga duración a la cavidad gástrica a través de la pared abdominal anterior, con el fin principal de permitir una alimentación enteral.

## Indicaciones
Las indicaciones de la gastrostomía son:

### Disfagiaoafagia
Es la indicación principal de la gastrostomía y suele ser secundaria a las siguientes patologías:
- Desorden neurológico: enfermedad cerebrovascular, esclerosis lateral amiotrófica, daño cerebral post hipoxia o secuela post traumatismo craneoencefálico.
- Neoplasia de cabeza y cuello (ORL)

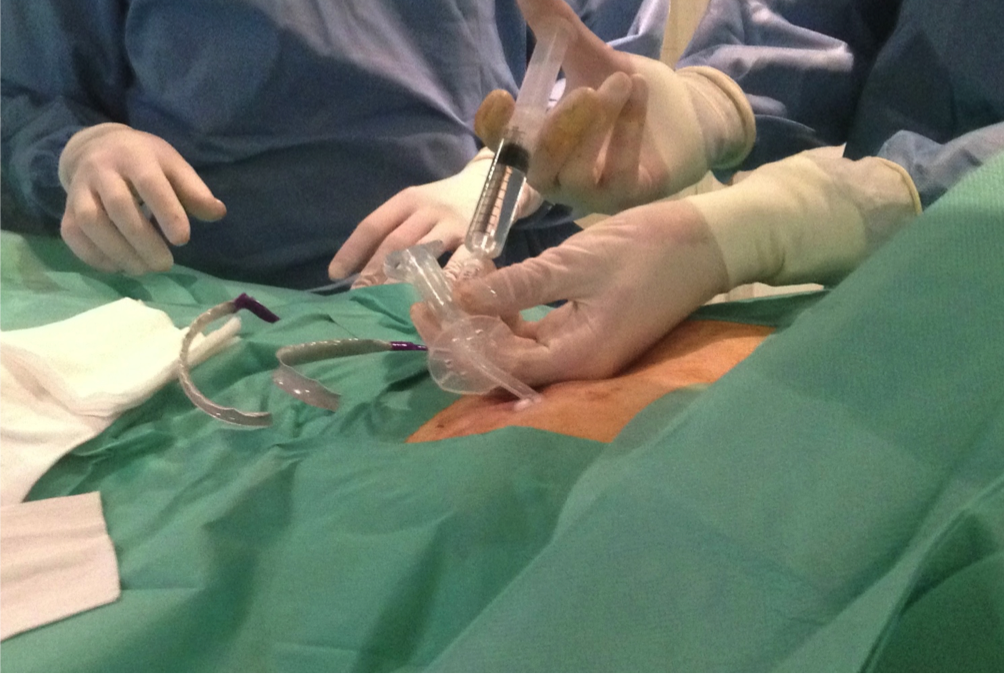
Sonda de gastrostomía

- Neoplasia esofágica o del cárdias.

### Método de apoyo nutricional
En adultos con alteración de la absorción intestinal por enfermedad inflamatoria intestinal, enteritis rádica o escleroderma en los que la nutrición por vía oral no sea suficiente. En población pediátrica: Fibrosis  quística, hidrocefalia o cardiopatía congénita severa.
Vaciado gástrico
En aquellos pacientes que necesitan una nutrición enteral prolongada y que presentan riesgo de broncoaspiración, historia de reflujo gastroesofágico, obstrucción esofágica con fístula esofágica-traqueal, obstrucción proximal al ángulo de Treitz o paresia gástrica, se colocarán catéteres de gastrojejunostomia percutánea (GYP)  de doble luz.

## Contraindicaciones

### Absolutas
Cualquier trastorno no corregible de la coagulación.

### Relativas
1. Varices gástricas o hipertensión portal.
2. Interposición del colon entre la pared abdominal y la cámara gástrica.
3. Cirugía gástrica previa.
4. Ascitis.
5. Carcinomatosi peritoneal.
6. Inmunosupresión.
7. Diálisis peritoneal.
8. Infección cutánea grave a nivel de epigastrio.
9. Se debe evitar realizar cuando las esperanzas de vida del paciente sean inferiores a 2 semanas.

## Procedimiento
El procedimiento se realiza con el paciente en decúbito supino. Se monitoriza y se realiza limpieza y desinfección del área quirúrgica. Al tratarse de un procedimiento limpio no contaminado no hay necesidad de realizar profilaxis antibiótica según la evidencia actual. 
Sin embargo, en pacientes con neoplasia de ninguno y cuello o immunodeprimidos es recomendable una dosis de cefazolina 1 g IV.
A través de la sonda nasogástrica se realiza el hinchado de la cámara gástrica con aire ambiente hasta que la pared gástrica anterior se sitúa lo más cerca posible de la pared abdominal, sin producir sobredistención gástrica. 
Si no ha sido posible la implantación de una sonda nasogástrica, el hinchado del estómago se realiza mediante la colocación de un catéter diagnóstico 4 o 5 Fr tipo multipropósito con el extremo distal localizado en la cámara gástrica, con acceso desde la boca o nariz (según el paciente esté sedado o con anestesia general e intubación orotraqueal) y con la ayuda de una guía hidrofílica bajo visión fluoroscópica. En este procedimiento inicial es de utilidad la angulación lateral del arco digital para conseguir una adecuada separación del esófago y así evitar una canalización inadvertida de la vía aérea que puede producir episodios de tos incontrolable y desaturación. 
Mediante el ecógrafo se asegura que no haya anteposición del lóbulo hepático izquierdo y mediante la fluoroscopia se localiza el colon transverso.
Si se apreciara un vaciado gástrico rápido se puede administrar una dosis de buscapina IV.
El lugar óptimo de punción tiene que ser subcostal, aproximadamente entre el cuerpo y el antro gástrico equidistante entre las curvaturas mayor y menor.
Se infiltra con el anestésico local la piel, el tejido subcutáneo y el plano profundo procurando no atravesar la pared gástrica anterior.
Debe evitarse el grueso del músculo recto abdominal (atendidas las molestias que esto puede ocasionar al paciente), siendo preferible la punción de la línea paramediana izquierda o, en su defecto, de la línea media abdominal. 
La punción se dirige con un ángulo aproximado de 75° a 90° caudo-craneal.
En caso de optar por el uso de gastropexia se utilizan de 1 a 4 áncoras en T. Estas se implantan mediante un sistema precargado en aguja de punción. Se realiza la punción gástrica con la técnica habitual y una vez se encuentra la punta de la aguja en la cámara gástrica (esto se comprueba conectando la aguja a una jeringuilla con suero salino y ejerciendo presión negativa hasta conseguir aspirar aire o inyectando contraste cuando notamos que se ha atravesado el estómago) se introduce el áncora mediante un empujador y se procede a estirar la sutura (unida a áncora) hacia arriba y a fijarla misma en la piel.
A continuación es hace una incisión en la piel entre los puntos de gastropexia y se dilata el trayecto de la piel con un disector. Se realiza la punción gástrica, se introduce una guía superrígida y se retira la aguja. Se procede a la dilatación del trato con dilatadores progresivos o con un sistema de dilatadores telescopados. En el supuesto de utilizar introductor pelable se recomienda el uso de sistema 2F superior al diámetro de la sonda. Una vez logrado el diámetro deseado se introduce la sonda de forma coaxial a través de la introductor pelable. Es importante estar seguro de que la punta del introductor pelable está en el interior de la cavidad gástrica comprobando por fluoroscopia que no se produce una invaginación de la pared gástrica, que podría condicionar un inadecuado posicionamiento de la sonda a la cavidad peritoneal, durante su inserción.
Se demuestra con contraste radioopaco la correcta colocación de la sonda en la cavidad gástrica, se retira la guía y se hincha con agua destilada el balón distal o se conforma el sistema de sujeción. 
Si no hay complicaciones, se fija la sonda a la piel con un dispositivo coloide.

## Complicaciones
Las complicaciones de la gastrostomía percutánea pueden ser:
Peritonitits: 3 %
Hemorragia gastrointestinal: 2,3 %
Neumonía por aspiración: 1 %
Infección del estoma o del trato: 4 %
Salida accidental de la sonda
Oclusión de la luz de la sonda